# Batalla del Riachuelo
La batalla del Riachuelo (frente a la ciudad de Corrientes, Argentina, 11 de junio de 1865) fue un enfrentamiento naval ocurrido en el marco de la guerra de la Triple Alianza poco después de la invasión paraguaya de Corrientes. Fue una de las más importantes y decisivas batallas de esta guerra. La victoria de la Marina de Brasil sobre la escuadra del Paraguay determinó el aislamiento definitivo del Paraguay, imposibilitado desde entonces hasta el fin de la guerra de comunicarse por el río Paraná con ninguna nación que no fuera enemiga del Paraguay.

## La guerra y la flota brasileña
La guerra del Paraguay comenzó como un enfrentamiento entre el Paraguay y el Imperio del Brasil, pero la rápida victoria paraguaya en la campaña del Mato Grosso fue solamente la primera fase de esa guerra. A principios de 1865, el gobierno paraguayo solicitó al argentino —presidido por Bartolomé Mitre— autorización para pasar tropas paraguayas por el territorio argentino de la provincia de Corrientes, a lo que la Argentina se negó. En respuesta, el gobierno paraguayo declaró la guerra a la Argentina el 18 de marzo, comunicando esta declaración en un despacho de fecha 29 de marzo, que las autoridades argentinas dijeron no recibir hasta principios de mayo. 
Según se argumentaba en la declaración, las autoridades paraguayas consideraron una violación de la neutralidad aducida por la Argentina el hecho de que su gobierno, habiendo negado el paso de las tropas paraguayas por la provincia de Corrientes, no hacía lo mismo con las fuerzas brasileñas, en referencia a que no se bloqueaba la navegación por ríos argentinos. Sin embargo, esa actitud pasiva era explicada por el principio de libre navegación de los ríos interiores proclamada trece años antes por la Argentina. Uno de estos ríos, el Paraná, era la ruta obligada de acceso a la zona de conflicto en Mato Grosso.

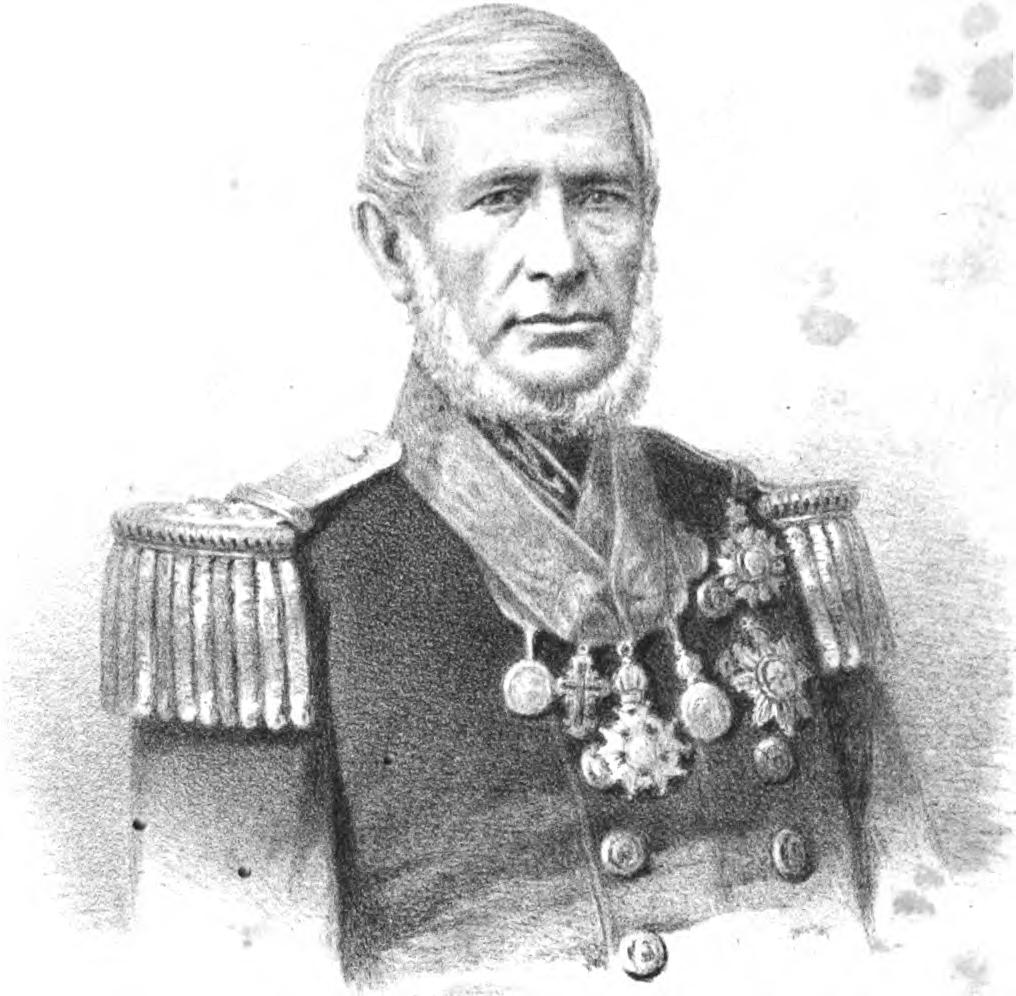
Francisco Manuel Barroso da Silva, Barón de Amazonas.

En abril de 1865, la cancillería brasileña informó al gobierno argentino que su flota de guerra ingresaría al río Paraná, sin que el gobierno argentino pusiera obstáculo a esa operación. Nueve acorazados aptos para combatir, que estaban apostados en Buenos Aires al comando del comodoro Francisco Manuel Barroso da Silva, dejaron Buenos Aires tomando el río en dirección al Paraguay. 
El día 13 de ese mismo mes, una escuadra paraguaya capturó dos buques en Corrientes y su ejército invadió la provincia de Corrientes. El 1 de mayo, Argentina, Brasil y Uruguay suscribieron en secreto el Tratado de la Triple Alianza y, pocos días después, la Argentina declaró la guerra al Paraguay.
Desde poco antes de la ocupación de la capital provincial, la escuadra brasileña estaba apostada cerca de la ciudad de Goya, unos 230 km río abajo en el río Paraná. El objetivo de su presencia no parece haber sido impedir el tránsito de tropas a través del curso superior de ese río o desde el río Paraguay, sino impedir la llegada de armamento comprado por López en Europa, que podría haber sido utilizado contra el Brasil.
La primera operación militar contra las fuerzas paraguayas invasoras —fuera de la desordenada defensa de las milicias correntinas— fue el desembarco de tropas argentinas al mando del general Wenceslao Paunero en la ciudad de Corrientes. A pedido de Paunero, la escuadra brasileña transportó las tropas argentinas hacia Corrientes, ciudad que ocupó merced a un sorpresivo ataque. Allí pudo comprobar que estaba en alarmante inferioridad numérica; y las fuerzas paraguayas seguían aumentando, mientras el jefe de la escuadra brasileña se negaba a bloquear el paso de tropas a través del Paso de la Patria. De modo que Paunero evacuó la ciudad, nuevamente en buques brasileños.
La ciudad quedó nuevamente en manos paraguayas, mientras una división ocupó los pueblos de la costa del río Paraná hasta cerca de Goya. Pero el río permanecía en manos brasileñas, ya que la escuadra imperial estaba anclada a corta distancia de Corrientes, sobre la costa chaqueña.

## El plan de López
El mariscal Francisco Solano López —presidente del Paraguay— se trasladó a Humaitá, donde organizó un ataque a la flota brasileña. El plan consistía en atacar y abordar la flota enemiga por sorpresa, y bombardear a las naves que huyeran desde la costa. Una escuadra formada por nueve vapores —de los cuales sólo uno estaba acorazado— y siete "chatas" (barcazas) trasportando un cañón a bordo cada uno. Comandada por el viejo comodoro Pedro Ignacio Meza, la flota transportaría un total de 500 infantes para la maniobra de abordaje.
El plan era atacar antes del amanecer, ya que la mayor parte de las tropas brasileñas desembarcaban cada noche para dormir en tierra, dejando a bordo muy pocos hombres para hacer guardia y manejar los buques. Para ello, la flota pasaría muy temprano con las luces apagadas y por detrás de una isla frente a la escuadra brasileña; dejarían las chatas en el canal, y luego remontarían el río, barrerían la cubierta de los buques brasileños anclados en la costa con metralla y fuego de fusiles, y luego la tropa los abordarían sable en mano. No se había planeado otro tipo de encuentro que este plan de combate, y los vapores paraguayos estaban allí sólo para transporte de tropas y brindar protección a las fuerzas de abordaje.
En total, la escuadra atacante, formada por los vapores Tacuarí, Ygureí, Marqués de Olinda, Paraguarí, Salto del Guairá, Salto Oriental, Yporá, Pirabebé e Yberá, contaba con  45 cañones. Además de la flota, una batería de 22 cañones y 2 cohetes Congrève, comandada por el mayor Brúguez y escondida en las altas barrancas al norte de la desembocadura del arroyo conocido como "Riachuelo" en la margen correntina del río Paraná, debía bombardear las naves que huyeran de la sorpresa. Al sur del mismo Riachuelo se ubicaron, también escondidos en los bosques y en lo alto de la barranca, 2.000 fusileros paraguayos, para cumplir la misma misión.
La escuadra brasileña contaba con 58 cañones, y todas sus naves estaban acorazadas; las únicas dos grandes ventajas con que contaban los paraguayos eran la sorpresa y las baterías de la costa.

## Barcos de las flotas

### Paraguay
La Armada Paraguaya estaba integrada por 8 navíos compuestos de 30 cañones en total, además de 6 chatas a remolque con una pieza de artillería cada una. Entre la tripulación figuraban 400 marineros entre los 8 barcos y 72 más en las chatas. Sumados a los 472 marineros deben agregarse 500 hombres del 6.º Batallón de Infantería a bordo.   
| Barcos               | Cañones             | Toneladas | Comandante                         |
| -------------------- | ------------------- | --------- | ---------------------------------- |
| 1 Tacuarí (Insignia) | 8                   | 421       | Cap. de Fragata Pedro Ignacio Meza |
| 2 Paraguarí          | 6                   | 627       | Tte. de Marina José M. Alonso      |
| 3 Ygurei             | 5                   | 548       | Cap. de Corbeta Remigio Cabral     |
| 4 Marqués de Olinda  | 8                   | 300       | Tte. de Navío Ezequiel Robles      |
| 5 Jejuy              | 2, 18mm, 2 de 32mm. | 120       | Tte. de Marina Aniceto López       |
| 6 Salto Oriental     | 5                   | 250       | Alférez de Marina Vicente Alcaraz  |
| 7 Pirabebé           | 2                   | 120       | Tte. de Marina Toribio Pereira     |
| 8 Yberá              | 4                   | 300       | Tte. Pedro Victorino Gill          |

Las barrancas del Riachuelo estaban apoyadas por 22 piezas de artillería y 2 cohetes Congreve, con 1.200 a 2.000 soldados que disparaban desde tierra, comandado por el teniente coronel José María Bruguez.

### Brasil
Entretanto, los 9 buques de la Armada Imperial Brasileña estaban anclados y en posición en la orilla chaqueña. La flota estaba compuesta por 59 cañones y 1.141 marineros, además de 1.320 hombres de desembarco. En total sumaban 2.461 hombres. La flota era comandada por el Capitán de Mar y Guerra Francisco Manuel Barroso da Silva.
| Barcos                | Cañones                                | Toneladas | Comandante                                        |
| --------------------- | -------------------------------------- | --------- | ------------------------------------------------- |
| 1 Amazonas (Insignia) | 2x Whitworth 70lbs, 4x 32lbs           | 1800      | Cap. de Fragata Teotônio Raimundo de Brito        |
| 2 Jequitinhonha       | 1x 38lbs, 6x 32lbs                     | 637       | Cap. Tte. Joaquím José Pinto                      |
| 3 Belmonte            | 1x Whitworth 70lbs, 2x 68lbs, 4x 32lbs | 602       | Tte. Primero de Marina Joaquím Francisco de Abreu |
| 4 Paranaíba           | 1x Whitworth 70lbs, 2x 68lbs, 4x 32lbs | 602       | Capitán Tte. Aurélio Garcindo de Sá               |
| 5 Ipiranga            | ?                                      | 350       | Tte. Primero de Marina Álvaro Augusto de Carvalho |
| 6 Mearim              | 4x 32lbs, 2x 68lbs                     | 415       | Tte. Primero Elisiário José Barbosa               |
| 7 Iguatemi            | 2x 32lbs, 8x 68lbs                     | 400       | Tte. Primero de Marina Justino José de Macedo     |
| 8 Araguari            | 2x 32lbs, 8x 68lbs                     | 400       | Tte. Primero de Marina Antônio Luís von Hoonholtz |
| 9 Beberibe            | 6x 32 lbs, 1x 68 lbs                   | 559       | Cap. Teniente Joaquim Bonifáco de Santana         |

## Cambio de planes

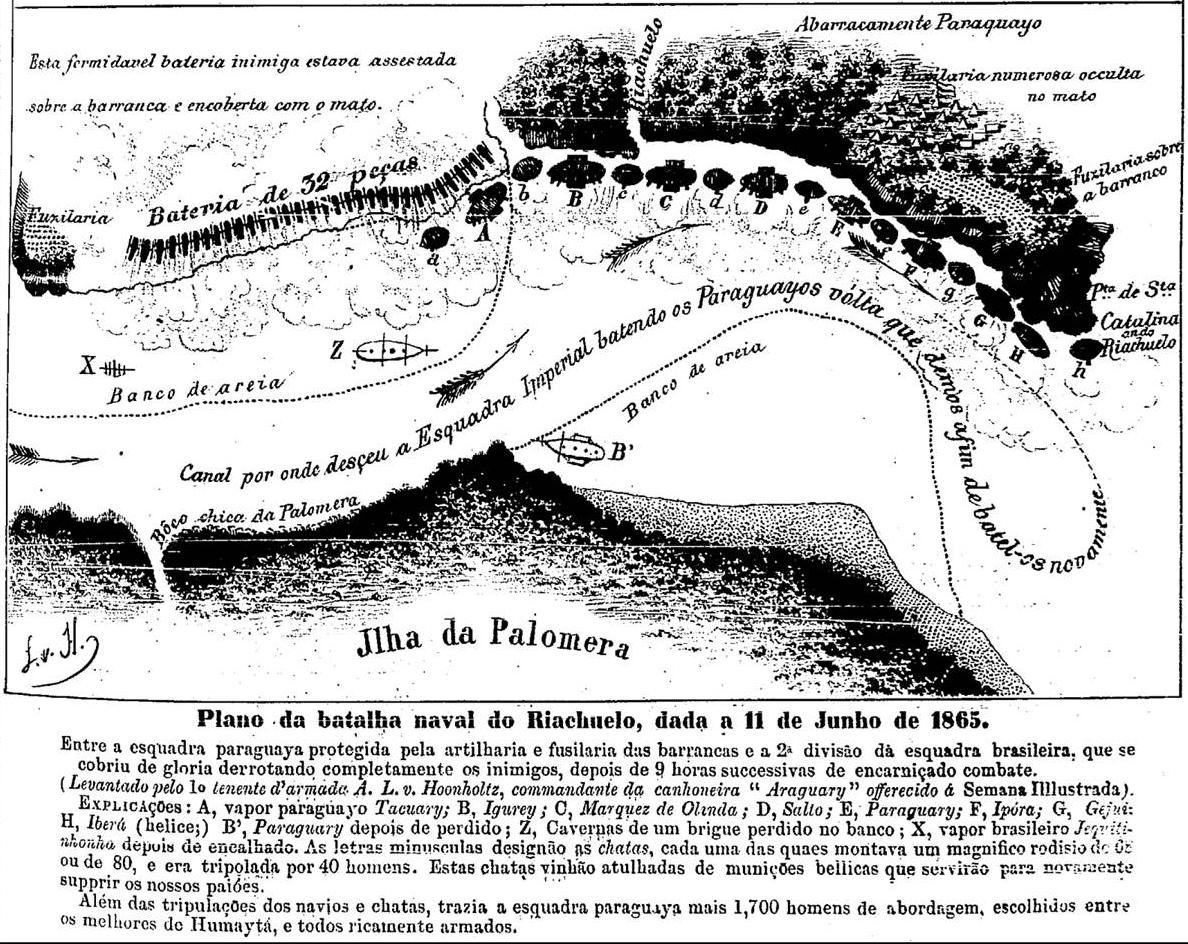
Plano de la Batalla del Riachuelo.

La operación comenzó a medianoche del día 10 al 11 de junio, cuando la flota paraguaya cruzó las "tres bocas", es decir, la confluencia de los ríos Paraguay y Paraná. Pero pocos minutos después, la hélice del Yberá se averió. Meza se obstinó en repararlo, ya que era uno de sus mayores buques y uno de los pocos buques a hélice. Como no pudo ser reparada, reanudó la marcha tardíamente, de modo que cuando pasaron frente a la escuadra brasileña, ya era de día. Se había perdido la sorpresa, pero gracias a una densa niebla, el plan todavía era aplicable, ya que la gran mayoría de las tropas brasileñas estaban todavía en tierra.
No obstante, Meza consideró que ya había sido detectado, y que el abordaje era imposible en esas condiciones, debido a que la corriente se llevaría los vapores, que no podrían frenar junto a los buques enemigos; de hecho, esa era la razón por la que se había planeado seguir aguas abajo y regresar. De modo que Meza prefirió atenerse al plan original en lo posible: pasaría de largo frente a la escuadra enemiga y atracaría junto a la costa, al pie de la batería y los fusiles.
Dando por descontado que los brasileños habían detectado su presencia, cañoneó sus buques al pasar frente a ellos, lo que provocó el reembarco inmediato de las tropas enemigas y la respuesta del fuego de cañón. El intercambio de disparos — que comenzó al cruzarse las dos escuadras, y cesó cuando la paraguaya quedó detrás de la isla de Palomera — causó muchas bajas en la infantería de abordaje. Uno de los vapores paraguayos fue alcanzado en la caldera, y una de las chatas fue dejada fuera de servicio.

## Ventaja paraguaya

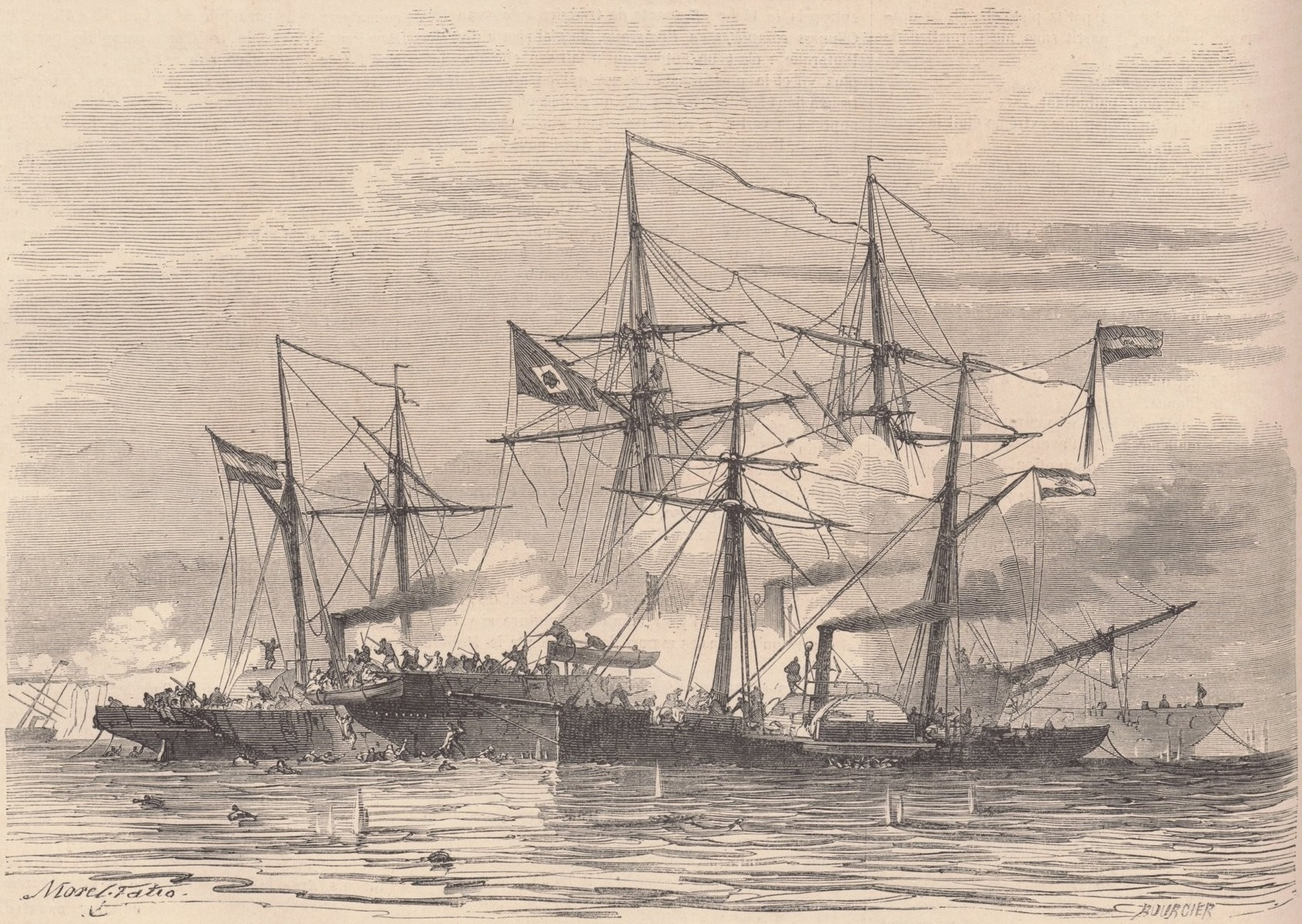
Momento en que los buques paraguayos atacan al acorazado brasileño Parnaíba, durante la batalla del Riachuelo.

Una vez fuera de tiro, los buques paraguayos dieron vuelta al sur del Riachuelo y anclaron las chatas junto a la costa, formando una línea en una estrechez del río, para impedir el paso de la flota brasileña.
Barroso ordenó levar anclas y atacar la flota paraguaya, pero al aproximarse a la costa, un violento fuego de artillería desde la costa alcanzó de lleno al buque que lideraba la formación, el Belmonte. El segundo buque, el Jequitinhonha, se desvió aguas arriba, y fue seguido por el resto de la flota, dejando al Belmonte a merced del fuego de todas las baterías paraguayas, hasta ser dejado fuera de servicio. Y el Jequitinhonha encalló, quedando también como un blanco fácil para la artillería enemiga.
El Parnaíba trató de ayudar a la tripulación del Jequitinhonha, de modo que fue también atacado por los tres buques paraguayos que intentaban abordar a éste. La línea brasileña quedó cortada en dos, y a bordo del Parnaíba se luchaba una feroz batalla, a partir del abordaje por la tripulación del Marquez de Olinda.
Meza estaba igualando la ventaja, y las baterías de tierra lo ponían en posición favorable. De modo que intentó abordar algunos de los buques enemigos.

## Victoria brasileña

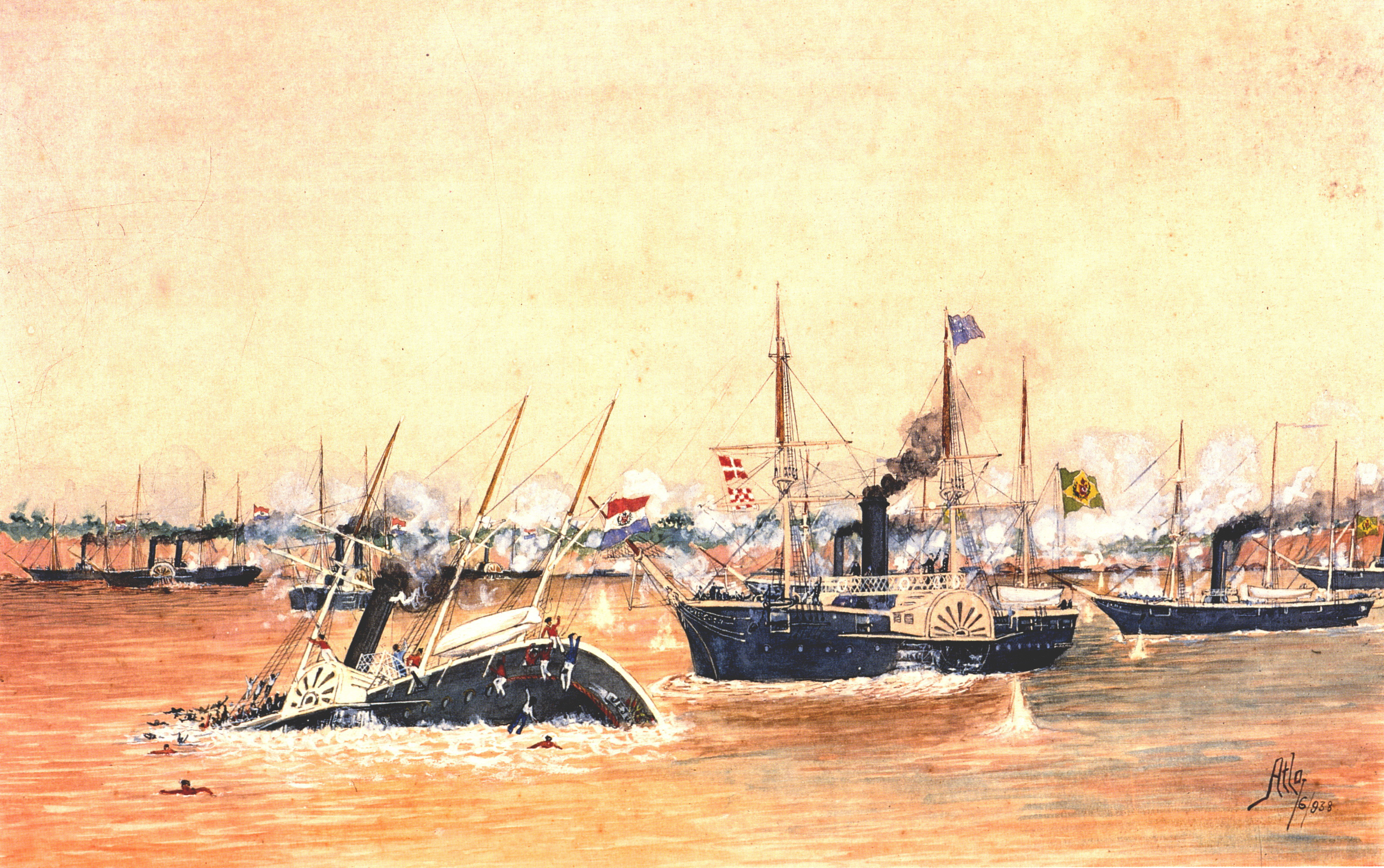
Momento decisivo de la batalla: el Amazonas embiste y hunde al Yeyuí. Acuarela del Almirante Carvalho.

A fin de evitar que cundiera el caos y reorganizar su flota, Barroso decidió regresar al combate con su nave capitana — el Amazonas — al frente, para evitar la retirada de los paraguayos. Cuatro vapores (Beberibe, Iguatemí, Mearim y Araguarí) siguieron al Amazonas.
El comodoro Meza dejó su posición defensiva y atacó la línea brasileña, enviando tres buques a perseguir al Araguarí.
Barroso, que en ese momento estaba al frente de la línea aguas arriba, decidió una medida desesperada para intentar cambiar el resultado de la batalla: por consejo de uno de los prácticos de navegación correntinos que servían en su flota, atacó de frente al primer buque paraguayo que se le cruzó, el Paraguarí, y lo embistió con su proa acorazada. A continuación embistió al Marquez de Olinda y el Salto, y hundió una chata. En ese momento, el Paraguarí ya había sido destruido. Otros dos vapores paraguayos, de ruedas a los costados, vieron destruidas estas ruedas por la artillería brasileña.

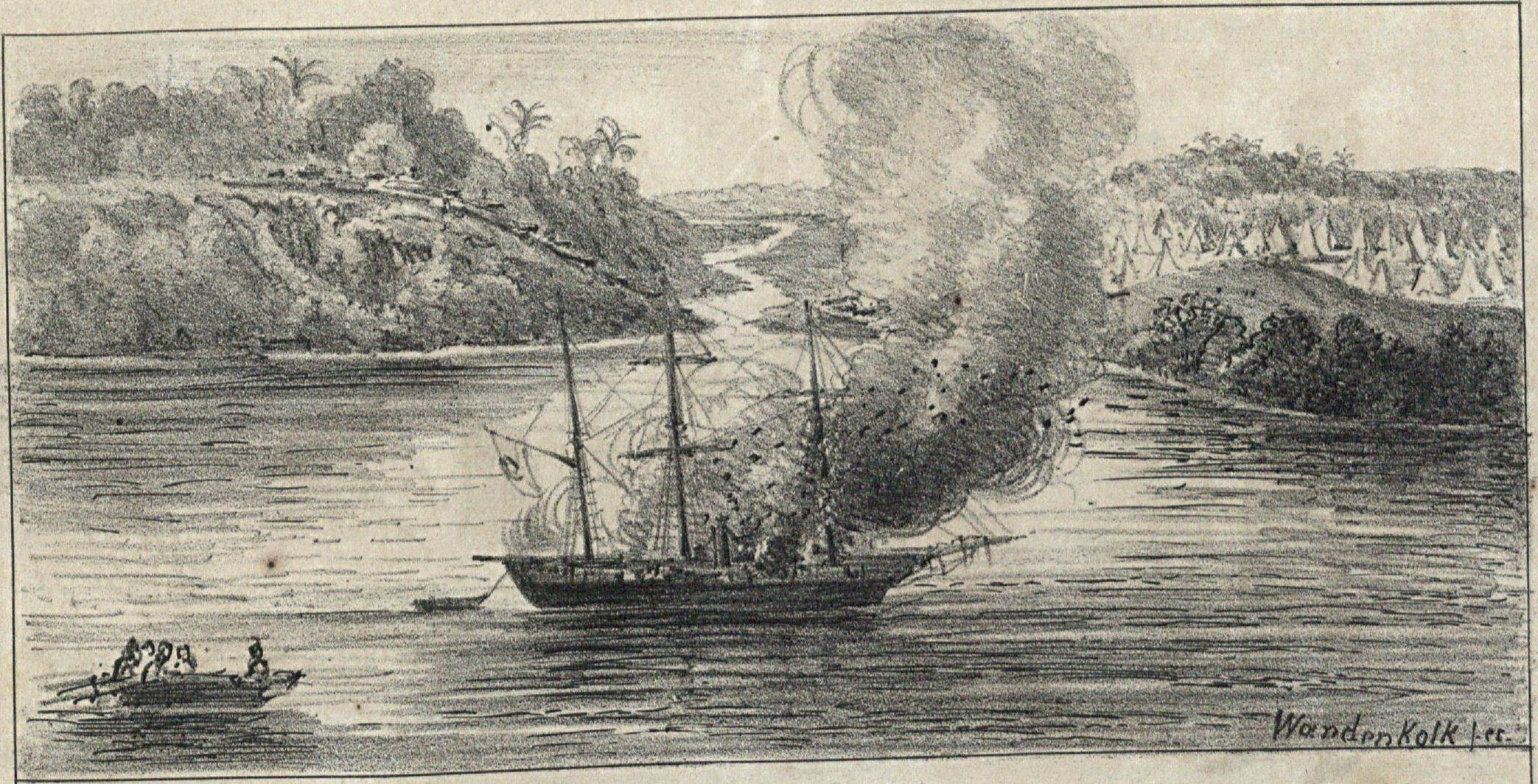
La corbeta a vapor Jequitinhonha incendiada por el guardián de la fragata Amazonas, Pedro Tape.

Los paraguayos intentaron alejarse, mientras el Beberibe y el Araguarí iniciaron su persecución, causando serios daños en el Tacuary y el Pirabebé; pero la oscuridad de la noche que se acercaba evitó que estos buques fueran hundidos.
Una vez liberado uno de los vapores brasileños de su varadura, tres de los buques brasileños atacaron sucesivamente a varias de las chatas, echándolas a pique. La batalla estaba decidida: la mayor parte de la flota paraguaya estaba arruinada.
El único buque destruido de la flota brasileña fue el Jequitinhonha, incendiado por el Paraguari y el Marquez de Olinda. Los paraguayos perdieron cuatro vapores y todas las chatas. Al día siguiente, los brasileños intentarían rescatar el armamento de la Jequitinhonha, pero el fuego de los paraguayos desde lo alto de la barranca los obligó a retirarse.

## Consecuencias

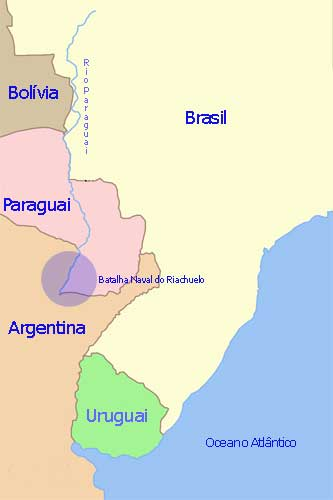
Ubicación de la Batalla del Riachuelo.

La flota brasileña abandonó la cercanía de la costa correntina y atracó en la costa chaqueña para curar los heridos, enterrar los muertos y reorganizarse. A la mañana siguiente, los brasileños levaron anclas y partieron aguas abajo, hacia el sur. Fueron atacados el 12 y 13 de junio por las baterías del capitán Bruguez.
El Paraguarí había sido embestido por el Amazonas; aunque —debido a la coraza que lo protegía— no fue hundido, quedó en muy mal estado. De modo que, unos meses más tarde, López ordenó pasar su defensa metálica al Yporá, y llevar al Paraguarí al río Yeyuí, hundiéndolo allí. Por orden de López, un mes después de la batalla, el Yporá regresaría al sitio de la batalla y, protegido por la oscuridad de la noche de un buque brasileño ubicado en las proximidades, llegó hasta los restos del Jequitinhonha, robando (sic) uno de sus cañones.
Meza fue herido en el pecho durante la batalla, y moriría ocho días más tarde en el hospital de Humaitá. López, al enterarse de su muerte, dijo que "Si no hubiera muerto con una bala, debía morir con cuatro", queriendo significar que debía haber sido fusilado como responsable de la derrota; y ordenó que ningún oficial estuviera presente en sus exequias.
Manuel Trujillo, uno de los soldados paraguayos presentes en la batalla, recordaba que "Cuando pasamos de largo a la flota brasileña a todo vapor, en la mañana del 11, estábamos todos sorprendidos, ya que sabíamos que todo lo que debíamos hacer era aproximarnos a los vapores y '¡al abordaje!'". También recordó que, durante la batalla, las tropas de tierra llevadas en la flota para el abordaje de la flota brasileña gritaban "¡Acerquémonos a los vapores! ¡Vinimos para abordarlos, no para ser muertos en la borda!".
La derrota impidió a la columna paraguaya del río Paraná prestar ayuda alguna a la del río Uruguay: el avance de las tropas del general Robles se detuvo en el río Santa Lucía; posteriormente López le ordenó regresar hacia Corrientes. Por otro lado, la efímera reconquista de la ciudad y la victoria del Riachuelo levantaron la moral de las tropas argentinas, tanto como deprimieron la de los paraguayos y sus aliados correntinos.
No obstante la amplia victoria conseguida —muy publicitada durante meses, tanto en Brasil como en la Argentina— la flota brasileña se retiró hasta la altura del pueblo de Empedrado. Es que el objetivo había sido alcanzado: impedir las comunicaciones del Paraguay con el Océano Atlántico.